# Windows-App
Mit Windows 8 wurden die Apps und gleichzeitig die Windows 8 Modern UI (Codename Metro) eingeführt. Kennzeichnend für Windows-Apps ist, dass sie für die Bedienung per Touch-Screen optimiert sind. Darin unterscheiden sie sich von den Desktop-Anwendungen, die am besten per Maus und Tastatur zu bedienen sind. Es gibt zum einen die vorinstallierten Apps, die über den Windows Store aktualisiert werden, zum anderen gibt es im Store Apps von Drittherstellern. Sowohl die in Windows integrierten als auch die installierten Apps von Drittanbietern lassen sich deinstallieren. Ausnahmen sind der Desktop, der Windows Store und der Internet Explorer mit der Browserwahl-Funktion.

## Entwicklung
Windows-Apps basieren alle auf der mit Windows 8 und Windows RT eingeführten Programmierschnittstelle Windows Runtime und können mit verschiedenen Sprachen entwickelt werden. Programmierer, die sich mit Webentwicklungstechnologien auskennen, entwickeln die Apps in der Skriptsprache JavaScript und die zugehörige Benutzeroberfläche in HTML5 und CSS3. Auf Basis des .Net-Frameworks und XAML lassen sich Apps in C# und in Visual Basic .NET schreiben. Die Programmierung in C++ sowie die Verwendung von DirectX sind ebenfalls möglich.

## Startbildschirm und Vorschaubilder
Standardmäßig sind die Apps auf dem in Windows 8 eingeführten Startbildschirm aufgelistet. Sie sind rechteckig und können quadratische Form annehmen; dies lässt sich einstellen. Jede aufgelistete App hat ein Symbol, das bei den meisten angezeigt wird, bei einigen ist stattdessen eine Vorschau (etwa von Nachrichten) zu sehen, was sich ebenfalls direkt ändern lässt. Sie lassen sich frei anordnen und vom Startbildschirm entfernen.
Der Startbildschirm wird oftmals auch als Startmenü bezeichnet; das eigentliche in Microsoft Windows 95 eingeführte und in Windows-Versionen ab Microsoft Windows XP sukzessive umfangreicher gestaltete Startmenü wurde mit Windows 8 entfernt und durch den Startbildschirm ersetzt.
Neben den Apps sind auch Desktopanwendungen auf dem Startbildschirm angeordnet. Hierbei übernimmt er die Funktion des Anheftens an das Startmenü; angeheftete Anwendungen werden hier rechts aufgeführt.

## Kompatibilität mit Microsoft-Windows-Phone-Apps
Die im April 2014 angekündigte Version 8.1 von Microsofts Smartphone-Betriebssystem Windows Phone enthält die Laufzeitumgebung Windows Runtime (WinRT). Mit dieser laufen Apps, die für die Touch-Oberfläche von Windows 8 (inkl. Updates) erstellt wurden, unverändert auch auf Windows-Phone-Smartphones. Die Kompatibilität mit Smartphone und/oder Tablet/PC ist seit dem mit kleinen Icons im Windows Store gekennzeichnet.

## Liste der mit Windows 8 mitgelieferten Apps
Folgende Apps sind bereits in Windows 8 integriert und sind somit fester Bestandteil des Betriebssystems. Sie werden, genauso wie auch zusätzlich heruntergeladene Apps, mit der App Store aktualisiert.
Store
Der Windows Store (Store) ist selbst eine App. Er verwaltet alle integrierten und später heruntergeladene Apps. Im Store werden die Apps aktualisiert, auch die vorinstallierten Apps. Der Store bietet eine Übersicht über verschiedene Rubriken, in die die Apps unterteilt sind.
Desktop
Bei der App Desktop handelt es sich nicht um eine reine App, sie wird aber technisch genauso behandelt. Sie beinhaltet den Windows-Desktop, wie man ihn aus früheren Versionen kennt. Er lässt sich aber schließen wie jede andere App auch.
Internet Explorer

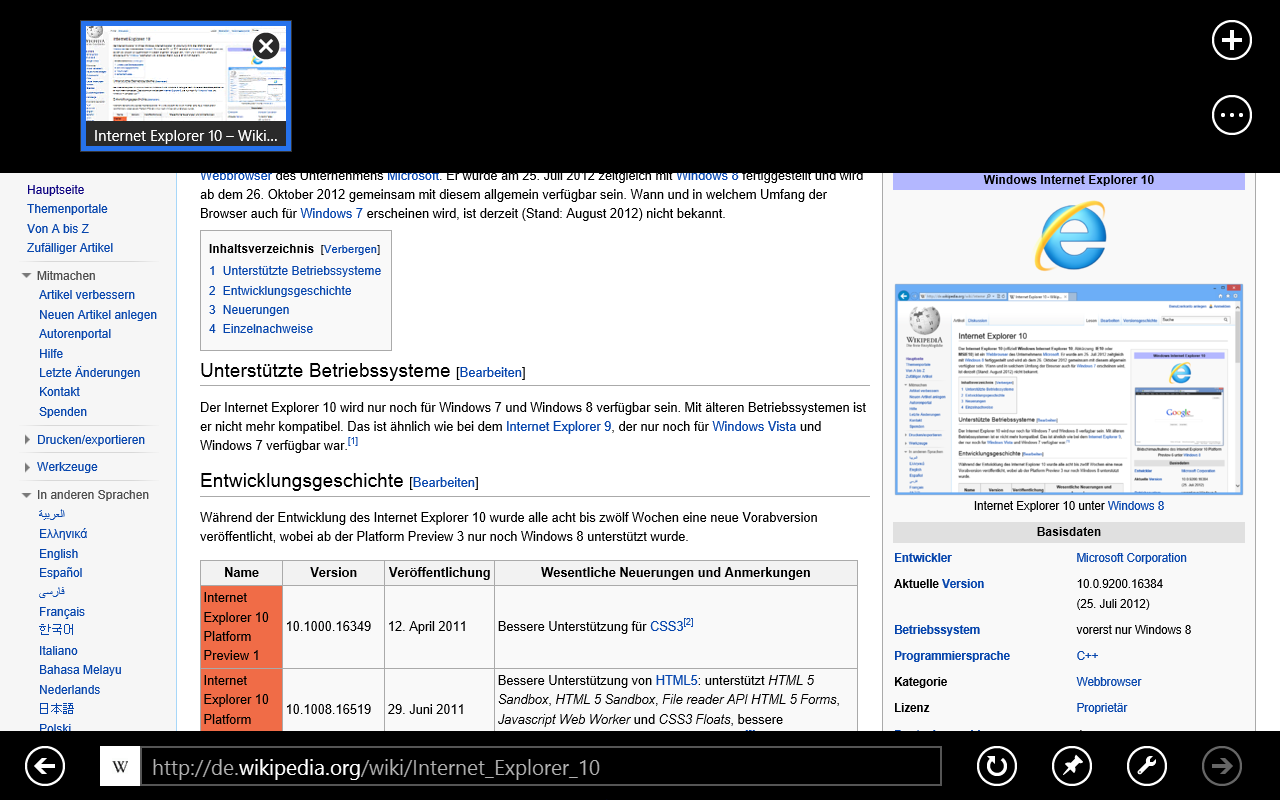
Internet Explorer 10 als App

In Windows 8 ist der Internet Explorer separat zur normalen Desktopanwendung auch als App integriert. Beide nutzen dieselbe Engine (Trident). Im Vergleich zur Desktop-Version gibt es in der App keine Einstellungsmöglichkeiten. Allerdings gibt es nur einen Browser, der als App verwendet werden kann. Wenn ein anderer Browser als Standard-Browser festgelegt ist, wird er als App auf dem Startbildschirm angezeigt, sofern es eine gibt.
Kalender

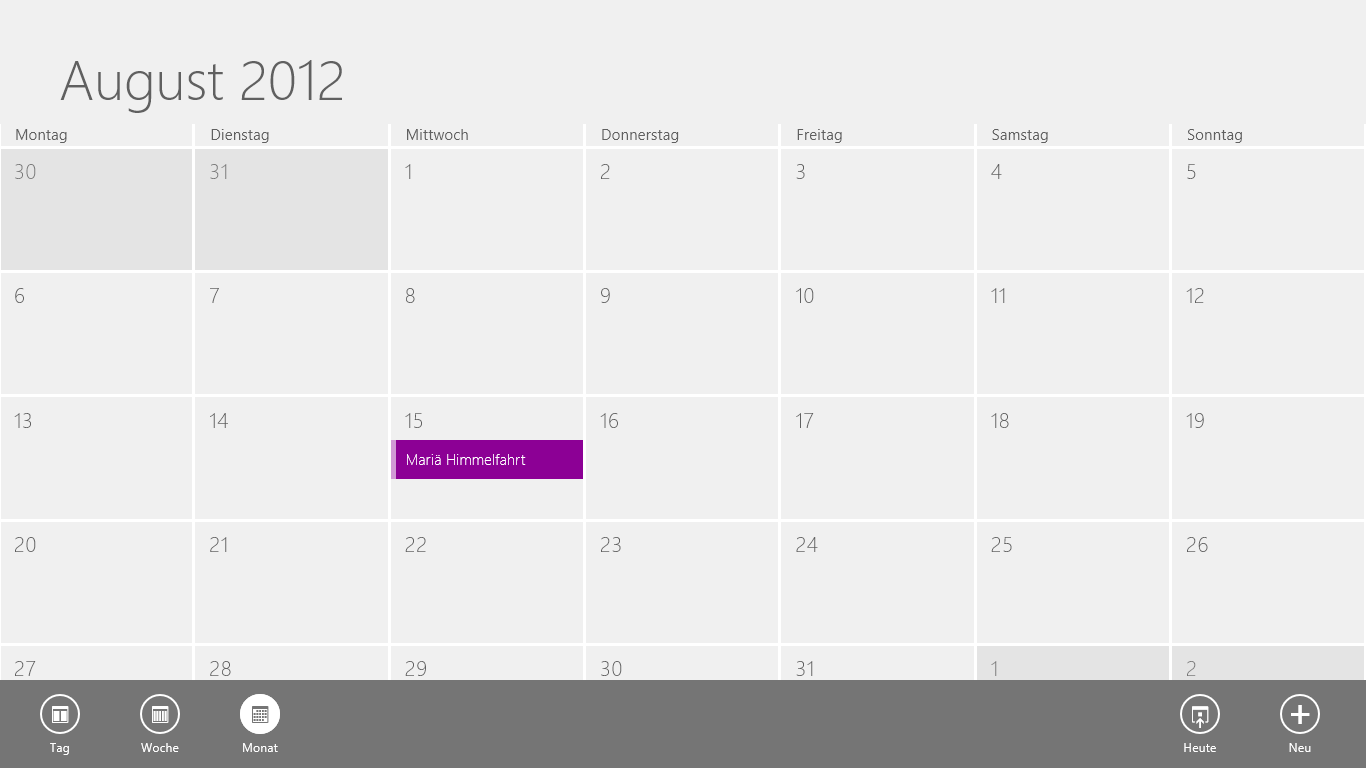
Die Kalender-App

Die App Kalender ist ein einfacher Kalender, in dem man Notizen, Termine und andere Anmerkungen zu den einzelnen Daten hinzufügen kann. Außerdem lassen sich die Einträge auch innerhalb der App speichern. Als Vorschaubild auf dem Startbildschirm wird der aktuelle Tag des Monats und der Wochentag angezeigt.
Bing

Die App Bing bei einer Suchanfrage

Die Suchmaschine Bing hat in Windows 8 auch eine eigene App. Sie besteht aus einem Hintergrundbild und einem Suchfeld. Die Treffer der Suche werden als Kacheln dargestellt. Geöffnet werden die geöffneten Seiten im Standard-Webbrowser.
Musik
Mit der App Musik ist es möglich, eigene Audiodateien wiederzugeben und zu verwalten. Ihre Hauptfunktion liegt allerdings darin, Musik in Form eines kompletten Albums oder einzelner Titel zu erwerben. Dazu ist Microsofts virtuelles Musikgeschäft Xbox Music in die App integriert, der Zugriff erfolgt mit einem Xbox-Live-Account. Es ist ebenfalls möglich, mit dieser App Videos auf die Xbox 360 zu übertragen.
Video
Die Video-App stellt einen Video-Player dar und ergänzt damit die Musik-App. Ihre Hauptfunktion besteht darin, Filme aus Microsofts Videothek zu leihen oder zu kaufen. Dies erfolgt ebenfalls mit einem Xbox-Live-Account. Sie kann allerdings auch Videos vom lokalen PC oder Wechseldatenträgern abspielen.
Fotos
Die App Fotos sammelt Fotos aus den Bibliotheken, OneDrive, Facebook, Flickr und von angeschlossenen Geräten (z. B. einer Digitalkamera). Mit dieser App werden standardmäßig alle Bilder geöffnet. Sie ist also eine Alternative zur Windows-Fotoanzeige, mit der bisher standardmäßig alle Bilder geöffnet wurden.
Reisen
Die Hauptfunktion dieser App ist es, dem Benutzer verschiedene Reiseziele näher zu bringen. Dies erfolgt mit einer kurzen Beschreibung des Zielortes, die mit Fotos bestückt ist.
Finanzen
Über diese App sieht der Benutzer verschiedene Statistiken ein. Sie informiert über alle finanziellen Themen. So sind zum Beispiel die aktuellen Informationen zum DAX abrufbar. Außerdem sind aktuelle Nachrichten ebenfalls abrufbar, die zum Thema Finanzen passen.
Kontakte

Die App Kontakte

Die Kontakte-App ist das zentrale Adressbuch. Mit dieser App ist es den User möglich, seine Daten mit E-Mail-Konten und sozialen Netzwerken zu synchronisieren. Sie verwaltet z. B. alle Kontakte für die Nachrichten-App. Die Kontakte und Einstellungen werden in der Cloud gespeichert.
Nachrichten
Die App Nachrichten, nicht zu verwechseln mit der App News, ist ein Instant Messenger, der sich mit den Chat-Diensten Facebook und MSN verbinden kann.
Wetter
Die Wetter-App zeigt eine Wetterprognose an. Dazu gibt es zahlreiche Bilder und Diagramme, die die Ergebnisse, die regelmäßig aktualisiert werden, zu veranschaulichen.
Karten
Die App Karten ist, ähnlich wie auch Google Maps, ein virtueller Globus. Sie ermöglicht es, die Erde als Karte oder als Luftaufnahme (Satelliten-Aufnahme) darzustellen. Die Karten stammen vom Microsoft eigenen Bing und die App kann somit den Dienst Bing Maps ersetzen.

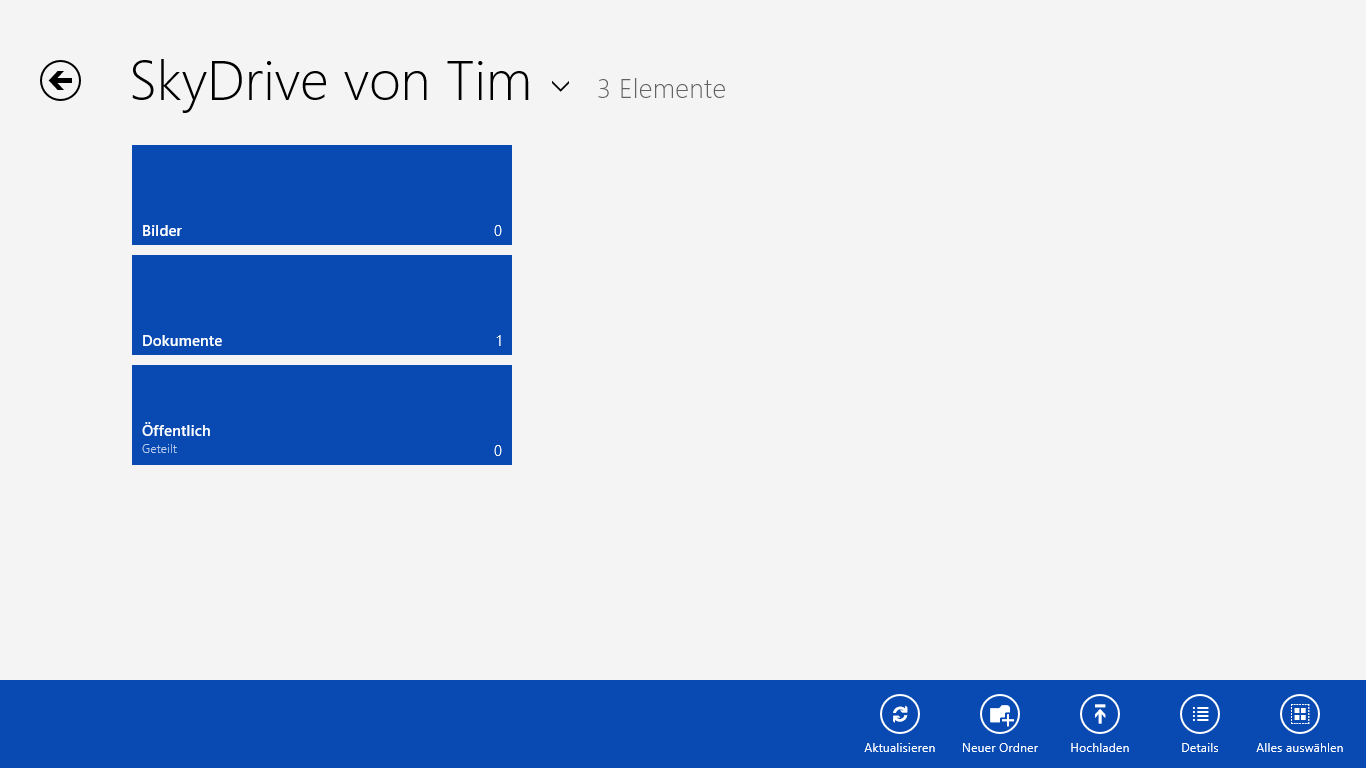
OneDrive
Die OneDrive-App ist eine App vom Online-Angebot Microsoft OneDrive. Einige Features, die in der Browser-Version enthalten sind, sind in der App nicht verfügbar. Dazu zählt z. B. das integrierte Microsoft Word und sonstige Komponenten von Microsoft Office. Wenn man Word-Dateien in der App öffnet,  öffnet sich, sofern Microsoft Office 2013 installiert ist, das Dokument im lokal installierten Office, ansonsten ein Browser-Fenster mit der Browser-Version von Microsoft Office, die dann das jeweilige Dokument anzeigt, dies geschieht im jeweils eingestellten Standard-Webbrowser.
Spiele
Über die Spiele-App kann der Benutzer Spiele für die Xbox 360 erwerben. Außerdem bietet die App eine Übersicht vieler Spiele, die anschließend aus dem Windows-Store heruntergeladen bzw. gekauft werden können. Außerdem können dort Erfolge und Fortschritte von Spielen, die Xbox Live unterstützen, angezeigt werden. Nach dem Öffnen erscheint im Vordergrund eine Übersicht beliebter Spiele, in der App als Rampenlicht bezeichnet.
Kamera
Diese App stellt eine Möglichkeit zum Aufnehmen von Fotos und Videos über eine integrierte oder angeschlossene Webcam dar. Es lassen sich Fotos und Videos in der App aufnehmen, verwalten und speichern.
Mail

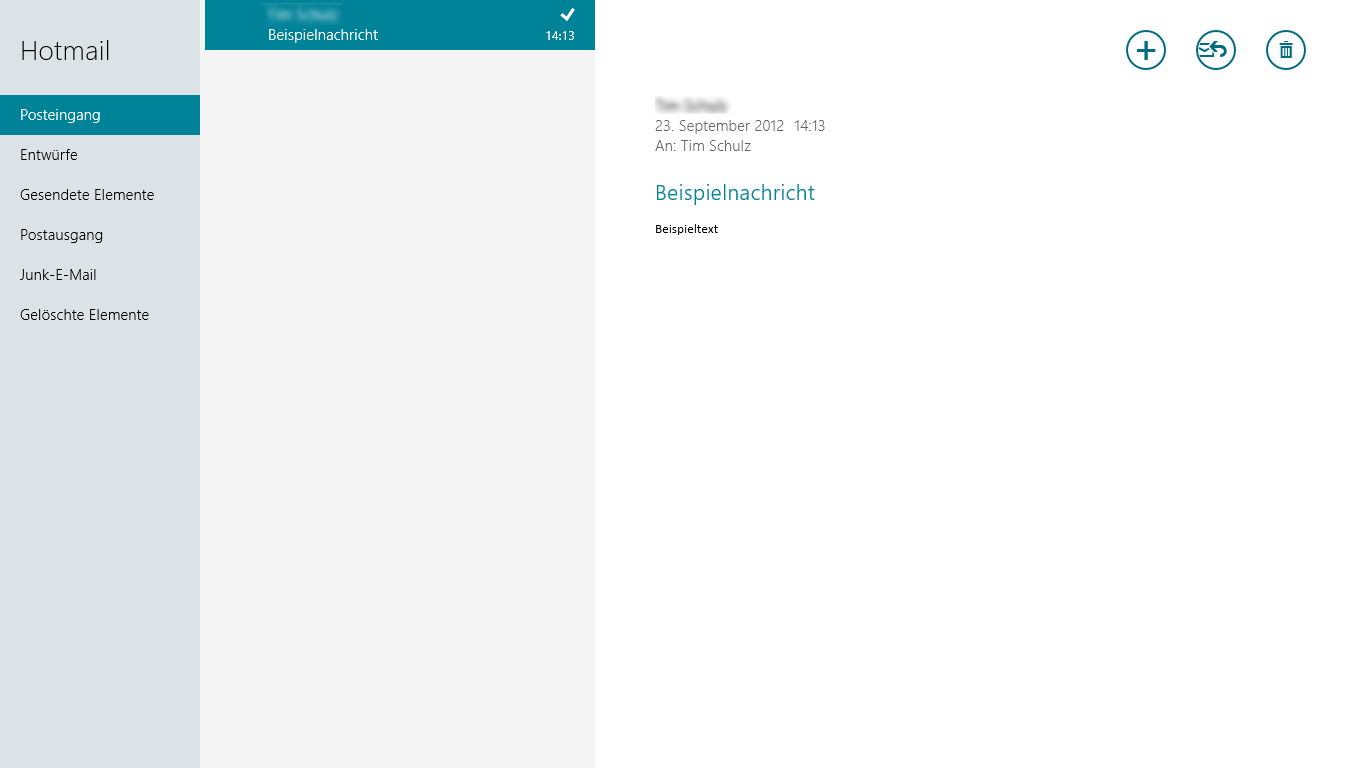
Die Mail-App, hier mit einer Beispielnachricht

 Mit der Mail-App können E-Mails über ein Microsoft-Konto versendet werden. Dies ist die App-Version von Microsofts Maildienst Outlook.com.
Reader
Der Reader kann PDF-, XPS- sowie TIFF-Dateien anzeigen und ist innerhalb von Windows 8 eine Alternative zum Adobe Reader. Die Entwicklung der App wurde allerdings eingestellt und diese zudem zum 15. Februar 2018 aus Windows 10 entfernt, wo sie bis zu diesem Zeitpunkt ebenfalls verfügbar war. Microsoft verwies im Zuge dessen als Alternative für die Anzeige von PDF-Dateien auf den integrierten PDF-Betrachter des Microsoft Edge Browsers.
News
Die App News zeigt die aktuellen Nachrichten an, die Nachrichten sind in Kategorien geordnet. Sie ist außerdem ein Feedreader, der das Einfügen von URLs erlaubt, um Nachrichten aus verschiedenen Quellen zu empfangen. Die Inhalte werden regelmäßig aktualisiert.
Sport
Diese App wurde erstmals in der Release Preview von Windows 8 veröffentlicht. Sie zeigt die aktuellen Sport-News und ist somit auch eine News-App zum Thema Sport.
Einstellungen
Die App Einstellungen ermöglicht dem Benutzer, Einstellungen am Sperrbildschirm, der Startseite und den Apps vorzunehmen. Diese App ersetzt nicht die Systemsteuerung, da hier unter anderem Modern-UI-Funktionen angepasst werden können, die in der Systemsteuerung nicht vorhanden sind. Diese App enthält auch Windows Update.

## Nachfolgeprodukt
Mit Windows 10 wurde die Plattform erweitert und unter dem Namen Universal Windows Platform weitergeführt.